# Nantgaredig
Nantgaredig är en by i Carmarthenshire i Wales. Byn är belägen 82,5 km 
från Cardiff. Orten har 529 invånare (2016).